# Réchicourt-le-Château
Réchicourt-le-Château è un comune francese di 594 abitanti situato nel dipartimento della Mosella nella regione del Grand Est.

## Storia
Fu un feudo sovrano del Sacro Romano Impero (il centro era conosciuto anche come Rixingen in tedesco), dopo diverse famiglie (tra cui gli Ahlefeldt) la contea fu della famiglia del Duca di Richelieu dal 1751. La rivoluzione francese portò all'invasione e all'annessione di questo territorio che perse così la sua indipendenza nel 1789 (all'epoca la contea comprendeva una decina di comuni oltre Réchicourt).

## Società

### Evoluzione demografica
Abitanti censiti